# Sounds So Good
Sounds So Good è l'album di debutto della cantante statunitense Ashton Shepherd, pubblicato il 4 marzo 2008 su etichetta discografica Universal Music Group Nashville.

## Tracce
1. Takin' Off This Pain – 3:09 (Ashton Shepherd)
2. Sounds So Good – 3:27 (Ashton Shepherd)
3. Lost in You – 4:13 (Ashton Shepherd)
4. I Ain't Dead Yet – 3:13 (Ashton Shepherd)
5. Not Right Now – 3:37 (Ashton Shepherd)
6. Old Memory – 4:20 (Ashton Shepherd, Adam Cunningham)
7. The Pickin' Shed – 3:42 (Ashton Shepherd)
8. Regular Joe – 4:01 (Ashton Shepherd)
9. How Big Are Angel Wings – 4:05 (Ashton Shepherd, Adam Cunningham)
10. The Bigger the Heart – 2:34 (Ashton Shepherd, Adam Cunningham)
11. Whiskey Won the Battle – 4:20 (Adam Cunningham)

## Classifiche
| Classifica (2008) | Posizione massima |
| ----------------- | ----------------- |
| Stati Uniti       | 90                |